# چیرون کامبا
چیرون کامبا (به لاتین: Chironkamba) یک زیستگاه انسانی در اتحاد قمر است که در آنژوان واقع شده‌است.

## خصوصیات
چیرون کامبا  ۲٬۶۱۷ نفر جمعیت دارد.